# 切頂五胞体
切頂五胞体（せっちょうごほうたい、英: Truncated pentachoron）とは、 四次元半正多胞体の一種である。正五胞体の頂点を切り落としたもので、三次元の切頂四面体に相当する。
- 構成立体：正四面体 5個、切頂四面体 5個
- 構成面：正三角形 20枚、正六角形 10枚
- 辺：40
- 辺形状：10の辺には切頂四面体3個が集まり、残りの30の辺には正四面体1個と切頂四面体2個が集まる。
- 頂点：20
- 頂点形状：三角錐（正四面体 1個、切頂四面体 3個）